# 2-es metró (Kanton)
A kantoni 2-es metró (egyszerűsített kínai: 广州地铁2号线; pinjin: Guǎngzhōu Dìtiě Èr Hào Xiàn), vagy Jiahe vonal (egyszerűsített kínai: 嘉禾线; pinjin: Jiāhé Xiàn) egy észak-dél irányú metróvonal Kantonban, Kínában. 2002. december 29-én adták át Sanyuanli és Jiangnanxi állomás között, majd 2010. szeptember 25-én mindkét irányban meghosszabbították: az északi végállomása Jiahewanggang, a déli pedig Guangzhou South lett. A 2-es vonal színe      sötétkék.

## Állomáslista
A vonalon Sanyuanli és Jiangtai Lu állomások között csonkamenetek is közlekednek.
| 2 (Jiahewanggang – Guangzhou South) |                     |                                                            |        |  |  |  |  |
| Állomás (angol név)                 | Állomás (kínai név) | Átszállás                                                  | Hely   |  |  |  |  |
|                                     |                     |                                                            |        |  |  |  |  |
| Jiahewanggang                       | 嘉禾望岗            | 3-as vonal                                                 | Baiyun |  |  |  |  |
| Huangbian                           | 黄边                |                                                            | Baiyun |  |  |  |  |
| Jiangxia                            | 江夏                |                                                            | Baiyun |  |  |  |  |
| Xiao-gang                           | 萧岗                |                                                            | Baiyun |  |  |  |  |
| Baiyun Culture Square               | 白云文化广场        |                                                            | Baiyun |  |  |  |  |
| Baiyun Park                         | 白云公园            | 12-es vonal (tervezett)                                    | Baiyun |  |  |  |  |
| Feixiang Park                       | 飞翔公园            |                                                            | Baiyun |  |  |  |  |
| Sanyuanli                           | 三元里              |                                                            | Baiyun |  |  |  |  |
| Guangzhou Railway                   | 广州火车站          | 5-ös vonal 11-es vonal (2023-tól) 14-es vonal (tervezett)  | Yuexiu |  |  |  |  |
| Yuexiu Park                         | 越秀公园            |                                                            | Yuexiu |  |  |  |  |
| Sun Yat-sen Memorial Hall           | 纪念堂              | 13-as vonal (tervezett)                                    | Yuexiu |  |  |  |  |
| Gongyuanqian                        | 公园前              | 1-es vonal                                                 | Yuexiu |  |  |  |  |
| Haizhu Square                       | 海珠广场            | 6-os vonal                                                 | Yuexiu |  |  |  |  |
| The 2nd Workers' Cultural Palace    | 市二宫              |                                                            | Haizhu |  |  |  |  |
| Jiangnanxi                          | 江南西              |                                                            | Haizhu |  |  |  |  |
| Changgang                           | 昌岗                | 8-as vonal                                                 | Haizhu |  |  |  |  |
| Jiangtai Lu                         | 江泰路              | 11-es vonal (2023-tól)                                     | Haizhu |  |  |  |  |
| Dongxiaonan                         | 东晓南              | 10-es vonal (tervezett)                                    | Haizhu |  |  |  |  |
| Nanzhou                             | 南洲                | Kuangfo (Guǎngfó) vonal (2017-től)                         | Haizhu |  |  |  |  |
| Luoxi                               | 洛溪                |                                                            | Panyu  |  |  |  |  |
| Nanpu                               | 南浦                |                                                            | Panyu  |  |  |  |  |
| Huijiang                            | 会江                |                                                            | Panyu  |  |  |  |  |
| Shibi                               | 石壁                | 7-es vonal                                                 | Panyu  |  |  |  |  |
| Guangzhou South Railway Station     | 广州南站            | 7-es vonal 18-as vonal (tervezett) 20-as vonal (tervezett) | Panyu  |  |  |  |  |
|                                     |                     |                                                            |        |  |  |  |  |

## Fordítás
- Ez a szócikk részben vagy egészben  a   Line 2, Guangzhou Metro című angol Wikipédia-szócikk fordításán alapul.  Az eredeti cikk szerkesztőit annak laptörténete sorolja fel. Ez a jelzés csupán a megfogalmazás eredetét és a szerzői jogokat jelzi, nem szolgál a cikkben szereplő információk forrásmegjelöléseként.
- Ez a szócikk részben vagy egészben  a(z)   广州地铁2号线 című kínai Wikipédia-szócikk fordításán alapul.  Az eredeti cikk szerkesztőit annak laptörténete sorolja fel. Ez a jelzés csupán a megfogalmazás eredetét és a szerzői jogokat jelzi, nem szolgál a cikkben szereplő információk forrásmegjelöléseként.